# New Houlka
New Houlka – miasto w Stanach Zjednoczonych, w stanie Missisipi, w hrabstwie Chickasaw.